# Xerophlaeoba deserticola
Xerophlaeoba deserticola är en insektsart som först beskrevs av Krauss 1902.  Xerophlaeoba deserticola ingår i släktet Xerophlaeoba och familjen gräshoppor. Inga underarter finns listade i Catalogue of Life.